# Oberklüppelberg
Oberklüppelberg ist ein Ortsteil von Wipperfürth im Oberbergischen Kreis im Regierungsbezirk Köln in Nordrhein-Westfalen (Deutschland).

## Lage und Beschreibung
Oberklüppelberg liegt im östlichen Wipperführter Stadtgebiet links der Wupper, die hier noch Wipper genannt wird. Nachbarorte sind Niederklüppelberg, Neuenhammer, Klaswipper, Streppel und Im Hagen. 
Die Kreisstraße K39 verbindet Oberklüppelberg mittels einer Brücke über den Fluss mit dem benachbarten Ohl, das rechts der Wupper liegt. Durch das Zusammenwachsen der beiden Ortsbereiche wird Oberklüppelberg heute als ein Teil von Ohl angesehen. 
Durch den Ort führt die stillgelegte Wippertalbahn, deren Trasse heute als Radweg umgewidmet ist. Im Ort befindet sie der ehemalige Bahnhof Ohl/Rönsahl der Bahnstrecke. 
Die Kirchengemeinde der katholischen Pfarrkirche St. Nikolaus betreibt eine Gemeinschaftsgrundschule in Oberklüppelberg. 

## Geschichte
Laut Leithäuser stammt der Begriff Klüppel (Knüppel) aus dem Forstwesen und bezeichnet das aus Ästen gehauene Holz (im Gegensatz zum Scheitholz). Klüppelberg ist der Berg, auf dem solches wächst. Das Präfix Ober- dient zur Unterscheidung von dem benachbarten Wohnplatz Niederklüppelberg. 
Die Topographia Ducatus Montani des Erich Philipp Ploennies, Blatt Amt Steinbach, belegt, dass der Wohnplatz bereits 1715 zwei Hofstellen besaß, die als Klipelberg beschriftet sind. Carl Friedrich von Wiebeking benennt die Hofschaft auf seiner Charte des Herzogthums Berg im Jahr 1789 als Klüpelberg. Aus ihr geht hervor, dass der Ort zu dieser Zeit Teil der Honschaft Scharde im Kirchspiel Wipperfürth war.
Um 1800 gründeten die Protestanten in der Honschaft Scharde in Oberklüppelberg die Schule, damit der weite Schulweg ihrer Kinder ein Ende fand. Die katholischen Kinder mussten aber noch fast ein Jahrzehnt weiterhin Schulen in Wipperfürth oder Marienheide besuchen.
Unter der französischen Verwaltung zwischen 1806 und 1813 wurde das Amt Steinbach aufgelöst und Oberklüppelberg wurde politisch der Mairie Klüppelberg im Kanton Wipperfürth zugeordnet. 1816 wandelten die Preußen die Mairie zur Bürgermeisterei Klüppelberg im Kreis Wipperfürth.
Der Ort ist auf der Topographischen Aufnahme der Rheinlande von 1825 als Klüppelberg verzeichnet. Die Preußische Uraufnahme von 1840–44 zeigt den Wohnplatz als Ob. Klüppelberg. Ab der Preußischen Neuaufnahme von 1895–96 ist der Ort auf Messtischblättern bin Ende des 20. Jahrhunderts regelmäßig als Obr. Klüppelberg bzw. Oberklüppelberg verzeichnet. 
1822 lebten sieben Menschen im als Hof kategorisierten Ort, der nach dem Zusammenbruch der napoleonischen Administration und deren Ablösung nun zur Bürgermeisterei Klüppelberg im Kreis Wipperfürth gehörte. Für das Jahr 1830 werden für Oberklüppelberg 36 Einwohner angegeben. Der 1845 laut der Uebersicht des Regierungs-Bezirks Cöln als Ober-Klüppelberg genannte und als Weiler kategorisierte Ort besaß zu dieser Zeit sieben Wohngebäude mit 47 Einwohnern, alle evangelischen Bekenntnisses. Die Gemeinde- und Gutbezirksstatistik der Rheinprovinz führt Oberklüppelberg 1871 mit acht Wohnhäusern und 44 Einwohnern auf.
Der Ort besaß laut Gemeindelexikon für die Provinz Rheinland von 1888 sechs Wohnhäuser mit 46 Einwohnern angegeben. 1895 besitzt der Ort fünf Wohnhäuser mit 53 Einwohnern, 1905 werden sechs Wohnhäuser und 42 Einwohner angegeben.
1902 wurde am Ort vorbei die Wippertalbahn trassiert. Der Güter- und Personenverkehr wurde am 1. Juni 1985 eingestellt und die Trasse 2009 in einen Radweg umgewandelt. 
Aufgrund des Köln-Gesetzes wurde 1975 die Gemeinde Klüppelberg aufgelöst und größtenteils in Wipperfürth eingemeindet. Dabei kam Oberküppelberg zur erweiterten Stadt Wipperfürth.